# Guerra russo-persiana (1826-1828)
La guerra russo-persiana del 1826-1828 fu l'ultimo principale conflitto tra l'Impero russo e quello persiano.
Dopo che il Trattato di Golestan, nel 1813, aveva concluso la precedente guerra, il Caucaso restò in pace per tredici anni.

Fath Ali Shah, costantemente bisognoso di aiuti stranieri, si affidò ai consigli degli agenti britannici, che lo spinsero a riconquistare i territori persi e gli promisero supporto per l'azione militare; la questione venne decisa nella primavera 1826, quando una fazione bellicosa di Abbas Mirza prevalse ed il ministro russo Aleksandr Sergejevič Menšikov venne messo agli arresti nella sua casa.

## Campagna del 1826
Sebbene non ci fosse una dichiarazione formale di guerra, il 16 luglio del 1826 un esercito di 35 000 persiani, condotto da Abbas Mirza, attraversò il confine ed invase i khanati di Talysh e Karabakh, che cambiarono rapidamente bandiera; inoltre le città principali (Lankaran, Quba e Baku) si arresero. Aleksej Petrovič Jermolov, il governatore generale del Caucaso, sentendo che non aveva risorse sufficienti per contrastare l'invasione, si rifiutò di impegnare le truppe in battaglia ed ordinò di abbandonare Ganja, la città più popolosa della Transcaucasia, mentre a Şuşa una piccola guarnigione russa riuscì a resistere fino al 5 settembre, quando arrivarono i rinforzi del generale Madatov che costrinse i persiani sulle rive del fiume Shamkhor e riprese Ganja. Venuto a sapere dell'accaduto, Abbas Mirza lasciò l'assedio di Şuşa e marciò verso Madatov, al quale si erano unite nuove truppe sotto il comando di Ivan Paskevič (intervenuto in sostituzione di Jermolov) che, forti di 8 000 uomini, respinsero i persiani oltre l'Aras.

## Campagna del 1827 e fine della guerra
Il clima invernale portò ad una sospensione delle ostilità fino a maggio del 1827, quando Paskevič avanzò conquistando Echmiadzin, Nakhichevan e Abbasabad, per poi giungere a Erevan, che venne assaltata e catturata dopo sei giorni di assedio (1º ottobre); quattordici giorni dopo, il generale Eristov fece il suo ingresso a Tabriz, costringendo lo Shah a chiedere la pace.
Lo scoppio della guerra russo-turca risvegliò le speranze persiane e ostacolò i negoziati di pace, che erano condotti tra gli altri da Aleksandr Sergeevič Griboedov; infine, nel gennaio 1828, un distaccamento russo raggiunse le rive del lago di Urmia, mandando in panico lo Shah. Su sua esortazione, Abbas Mirza rapidamente firmò il trattato di Turkmenchay (2 febbraio 1828) che concluse la guerra.

## Conseguenze
Coerentemente con i termini del trattato, i khanati di Erevan e Naxçıvan passarono alla Russia, lo Shah promise di pagare un'indennità di 20 milioni di rubli d'argento e autorizzò i suoi sudditi armeni ad emigrare nei territori russi senza nessun impedimento. In aggiunta a questo, garantì ai vincitori il diritto esclusivo di mantenere una forza navale nel Mar Caspio nonché il diritto per i mercanti russi di commerciare liberamente in tutto il territorio della Persia.
Nel breve termine, il trattato andò a minare la posizione dominante dell'Impero britannico in Persia e segnò una nuova fase nel grande gioco tra gli imperi. A lungo termine, il trattato assicurò la dipendenza del Caucaso verso la Russia, rendendo di conseguenza possibile la nascita dei moderni stati di Armenia e Azerbaigian nei territori conquistati durante la guerra.

## Fonti
- N. Dubrovin. История войны и владычества русских на Кавказе, volumes 4-6. SPb, 1886-88.
- Gen. V.A. Potto. Кавказская война..., volumes 1-5. SPb, 1885-86, reprinted in 2006. ISBN 5-9524-2107-5.